# مسجد بردی
مسجد بردی نام یک مسجد قدیمی و همچنین نام محله ای در شیراز قدیم است.
در شهر شیراز در نزدیکی مکانی که در حال حاضر چهارراه قصردشت قرار دارد، در نزدیکی خیابان صاحب الامر(روستا) و همچنین مسجدی به نام مسجد بَردی وجود داشته است. این مسجد، یک مسجد سنگی مربوط به قرن ششم هجری بوده و کتیبه‌های سنگی آن هنوز در محل مسجد رئیس احمدی قصردشت موجود است.

## تاریخچه
در فارسنامه ناصری، مسجد بردی قریه ای در یک فرسنگی میانه شمال و مغرب شیراز ذکر شده است. همچنین در فرهنگ جغرافیایی ایران جلد هفتم، این روستا، قصبه ای از دهستان حومه بخش مرکزی شهرستان شیراز، واقع در شش هزارگزی شمال باختری شیراز، با ۵۲۹۳ تن سکنه ذکر شده که آب آن از قنات و نهر اعظم و راه آن اسفالته به شیراز است.

## محله قصردشت و مسجد بردی
محله‌ قصردشت که یکی از قدیمی‌ترین محله‌های شیراز است (به ویژه مناطق اطراف فلکه قصردشت و اطراف محل این مسجد) در قدیم به «مسجد بردی» مشهور بوده است. هنوز هم گاهی محله قصردشت، در گویش اهالی بومی منطقه، با نام «مسجد بردی» خوانده می شود.